# Christopher Heyerdahl
Christopher Heyerdahl (Columbia Britannica, 18 settembre 1963) è un attore canadese.

## Biografia
L'attore nasce tra le montagne della Columbia Britannica in Canada. La madre è originaria della Scozia mentre suo padre è originario della Norvegia. È imparentato con il regista ed esploratore norvegese Thor Heyerdahl, cugino del padre. Comincia la sua carriera lavorando diversi anni nello Shakespearean Stratford Festival che si tiene in Ontario. La sua carriera di attore comincia partecipando, nel 1987, al primo episodio della serie TV 21 Jump Street accanto a Johnny Depp. Nel 1991 recita in due episodi della serie televisiva per ragazzi andata in onda sulla TV canadese Hai paura del buio?, serie in cui l'attore interpreta in maniera ironica il ruolo di Nosferatu.
Dopo aver interpretato dei ruoli in altre serie TV, recita accanto a Christopher Lambert nel film del 1994 Highlander III. Nel 1998 interpreta H. P. Lovecraft nel film TV biografico Out of Mind: The Stories of H.P. Lovecraft. Nel 2004 interpreta la parte di un rocker nel film Catwoman accanto ad Halle Berry e nello stesso anno partecipa al film Blade: Trinity. Tra il 2005 e il 2008 partecipa a diverse serie TV, tra le quali The Collector, The Dead Zone, Sanctuary, Smallville, Stargate Atlantis e Supernatural. Nel 2008 Chris Weitz lo sceglie per interpretare Marcus, uno dei tre Volturi nel film The Twilight Saga: New Moon, adattamento cinematografico dell'omonimo romanzo del 2006 di Stephenie Meyer. Nel 2012 interpreta Dieter Braun nella quinta stagione della serie televisiva True Blood, mentre nel 2015 interpreta Jack Buchinsky in Gotham. Nel 2022 ha interpretato il sinistro e spregiudicato poliziotto Caspar Locke nella serie televisiva statunitense Peacemaker.

## Filmografia

### Cinema
- Warriors, regia di Shimon Dotan (1994)
- Highlander III, regia di Andrew Morahan (1994)
- Twists of Terror, regia di Douglas Jackson (1996)
- Rowing Through, regia di Masato Harada (1996)
- Silent Trigger, regia di Russell Mulcahy (1996)
- Coyote Run, regia di Shimon Dotan (1996)
- Hemoglobin - creature dall'inferno (Bleeders), regia di Peter Svatek (1997)
- The Call of the Wild: Dog of the Yukon, regia di Peter Svatek (1997)
- Habitat, regia di Rene Daalder (1997)
- Affliction, regia di Paul Schrader (1997)
- The Peacekeeper - Il pacificatore (The Peacekeeper), regia di Frédéric Forestier (1997)
- La magica storia di un piccolo indiano (The Education of Little Tree), regia di Richard Friedenberg (1997)
- The Ghosts of Dickens' Past, regia di Bruce Neibaur (1998)
- Fish Out of Water, regia di Geoffrey Edwards (1999)
- Requiem per l'assassino (Requiem for Murder), regia di Douglas Jackson (1999)
- Babel, regia di Gérard Pullicino (1999)
- Il processo di Norimberga (2000)
- Press Run, regia di Robbie Ditchburn (2000)
- Believe, regia di Robert Tinnell (2000)
- La loi du cochon, regia di Erik Canuel (2001)
- Nowhere in Sight, regia di Douglas Jackson (2001)
- Aftermath, regia di Douglas Jackson (2002)
- Le dernier tunnel, regia di Erik Canuel (2004)
- The Chronicles of Riddick, regia di David Twohy (2004)
- Catwoman, regia di Pitof (2004)
- Blade: Trinity, regia di David S. Goyer (2004)
- Le survenant, regia di Erik Canuel (2005)
- Kamataki, regia di Claude Gagnon (2005)
- Le 7e round, regia di Sylvain Archambault (2006)
- Invisible (The Invisible), regia di David S. Goyer (2007)
- Cadavres, regia di Erik Canuel (2009)
- The Twilight Saga: New Moon, regia di Chris Weitz (2009)
- The Twilight Saga: Breaking Dawn - Parte 1 (The Twilight Saga: Breaking Dawn - Part 1), regia di Bill Condon (2011)
- The Twilight Saga: Breaking Dawn - Parte 2 (The Twilight Saga: Breaking Dawn - Part 2), regia di Bill Condon (2012)
- The Calling - Vocazione omicida (The Calling), regia di Jason Stone (2014)
- Soldado (Sicario: Day of the Soldado), regia di Stefano Sollima (2018)
- Rapina a Stoccolma (Stockholm), regia di Robert Budreau (2018)
- Togo - Una grande amicizia (Togo), regia di Ericson Core (2019)

### Televisione
- 21 Jump Street – serie TV, episodio 1x09 (1987)
- Hai paura del buio? (Are You Afraid of the Dark?) – serie TV, episodi 2x02-2x04 (1993)
- La figlia del maharajah (The Maharaja's Daughter), regia di Burt Brinckerhoff – film TV (1994)
- Lassie – serie TV, episodio 2x10 (1997)
- The Hunger – serie TV, episodio 1x13 (1997)
- 2 frères – serie TV, 13 episodi (1999-2001)
- The Secret Adventures of Jules Verne – serie TV, episodi 1x04-1x05 (2000)
- Il processo di Norimberga (Nuremberg), regia di Yves Simoneau – film TV (2000)
- Nikita – serie TV, episodio 4x17 (2000)
- La guerra di Varian (Varian's War), regia di Lionel Chetwynd – film TV (2001)
- Matthew Blackheart: Monster Smasher, regia di Erik Canuel – film TV (2002)
- Just Cause – serie TV, episodio 1x03 (2002)
- John Doe – serie TV, episodi 1x04-1x12 (2002-2003)
- Andromeda – serie TV, episodio 3x18 (2003)
- Stargate SG-1 – serie TV, episodio 7x05 (2003)
- Les aventures tumultueuses de Jack Carter – serie TV, episodi 1x07-1x08 (2003)
- Jeremiah – serie TV, episodio 2x05 (2003)
- Kingdom Hospital – serie TV, episodi 1x05-1x09-1x10 (2004)
- Life as We Know It – serie TV, episodio 1x01 (2004)
- Stargate Atlantis – serie TV, 22 episodi (2004-2009)
- Into the West – miniserie TV, episodio 1x02 (2005)
- The Collector – serie TV, episodio 3x12 (2006)
- Saved – serie TV, episodio 1x01 (2006)
- The Dead Zone – serie TV, episodio 5x03 (2006)
- Psych – serie TV, episodio 1x01 (2006)
- Whistler – serie TV, episodio 1x09 (2006)
- Killer Wave – miniserie TV, episodi 1x01-1x02 (2007)
- Masters of Horror – serie TV, episodio 2x11 (2007)
- Sanctuary – serie web, 8 episodi (2007)
- Smallville – serie TV, episodi 7x06-7x08 (2007)
- Sanctuary – serie TV, 47 episodi (2008-2011)
- Supernatural – serie TV, episodi 4x15-4x16-4x21 (2009)
- Mirador – serie TV, episodi 1x06-1x07-1x08 (2010)
- Human Target – serie TV, episodio 1x11 (2010)
- Caprica – serie TV, 4 episodi (2010)
- R.L. Stine's The Haunting Hour – serie TV, episodio 1x11 (2011)
- Hell on Wheels – serie TV, 39 episodi (2011-2015)
- True Blood – serie TV, 6 episodi (2012)
- CSI - Scena del crimine (CSI: Crime Scene Investigation) – serie TV, episodio 13x13 (2013)
- Nikita – serie TV, episodio 3x18 (2013)
- Castle – serie TV, episodio 5x16 (2013)
- Vegas – serie TV, episodio 1x20 (2013)
- Falling Skies – serie TV, episodio 3x07 (2013)
- Beauty and the Beast – serie TV, episodio 2x14 (2014)
- Rush – serie TV, episodio 1x03 (2014)
- Gotham – serie TV, episodi 1x11-1x12 (2015)
- Dig – serie TV, episodi 1x01-1x02 (2015)
- Arrow – serie TV, episodio 3x23 (2015)
- The Player – serie TV, episodio 1x08 (2015)
- Minority Report – serie TV, episodi 1x08-1x09-1x10 (2015)
- Come sopravvivere alla vita dopo la laurea (Cooper Barrett's Guide to Surviving Life) – serie TV, 1 episodio (2016)
- Van Helsing – serie TV (2016-2019)
- Tin Star – serie TV, 9 episodi (2017)
- The Librarians – serie TV, episodio 4x06 (2017)
- Damnation – serie TV, 10 episodi (2017-2018)
- Loro (Them) – serie TV, 7 episodi (2021)
- In nome del cielo (Under the Banner of Heaven) – miniserie TV, 6 puntate (2022)
- The Last of Us – serie TV, episodio 1x01 (2023)
- Monarch: Legacy of Monsters - serie TV (2023-in corso)

## Doppiatore
- Wolfenstein II: The New Colossus – videogioco (2017)
- Far Cry 5 – videogioco (2018)

## Doppiatori italiani
Nelle versioni in italiano delle opere in cui ha recitato, Christopher Heyerdahl è stato doppiato da:
- Alessandro Rossi in The Twilight Saga: New Moon, The Twilight Saga: Breaking Dawn - Parte 1, The Twilight Saga: Breaking Dawn - Parte 2, Chapelwaite
- Pasquale Anselmo in Human Target, Caprica, Castle, Damnation
- Luciano Roffi in Gotham, Togo - Una grande amicizia
- Ambrogio Colombo in Hell on Wheels, In nome del cielo
- Antonio Palumbo in Rapina a Stoccolma, Loro
- Edoardo Nordio in Norimberga
- Vittorio Guerrieri in Smallville
- Vladimiro Conti in Stargate Atlantis
- Gaetano Varcasia in Sanctuary (John Druitt)
- Roberto Stocchi in Sanctuary (Bigfoot)
- Massimiliano Plinio in Psych
- Jacques Peyrac in CSI - Scena del crimine
- Massimo Lodolo in Supernatural
- Saverio Indrio in True Blood
- Mino Caprio in Arrow
- Dario Follis in Falling Skies
- Mario Cordova in The Calling - Vocazione mortale
- Paolo Marchese in Tin Star
- Gianluca Iacono in Van Helsing
- Raffaele Palmieri in Pee-wee's Big Holiday
- Francesco Meoni in Travelers
- Carlo Valli in Messiah
- Stefano Oppedisano in The Last of Us

Da doppiatore è sostituito da:
- Domenico Brioschi in Wolfenstein II: The New Colossus, Far Cry 5
- Marco Balbi in Assassin's Creed: Valhalla